# Sola Nquilim Nabitchita
Sola Nquilim Nabitchita foi um político Guiné-Bissau. Foi ministro da Administração Territorial no governo de Baciro Djá no governo de Umaro Sissoco Embaló. Desempenhou a função do líder parlamentar do Partido da Renovação Social até a data da sua morte.

## Biografia
Licenciou-se em engenharia agronómica pela Faculdade Tropical e Subtropical da Universidade Estatal Agrária de Cubanh na Ex-URSS. Dirigente do Partido da Renovação Social (PRS). De 1999 a 2005, ocupara a função de Vice-Presidente do Subcomité da Política Setorial do Comité Interparlamentar de CIP – UEMOA.  De 2005 a 2007,  ministro de Agricultura e Desenvolvimento Rural. Desempenhou a função do titular da pasta de Administração Territorial no executivo de Baciro Djá e no governo liderado por Umaro Sissoco Embaló. Faleceu no dia 14 de Março de 2020 vítima de doença prolongada.